# Cajun (etnisk)
 For alternative betydninger, se Cajun. (Se også artikler, som begynder med Cajun)
 Cajun er en etnisk betegnelse for den fransktalende befolkning i staten Louisiana i USA. De stammer fra de franske kolonister, der i 1755 blev fordrevet af briterne fra den franske koloni Acadia i New Brunswick, Nova Scotia og Newfoundland, der nu hører under Canada. Mange slog sig ned i den sydlige del af den franske koloni Louisiana. Der blev snart blandet op med de tidligere indvandrede fransktalende indbyggere.
Frankrig måtte i 1762 også afstå Louisiana til Spanien, men få spansktalende slog sig ned i dette store territorium. Louisiana vest for floden Mississippi blev igen afstået til Frankrig i 1800, men førstekonsul Napoléon Bonaparte solgte det til USA i 1803. Til trods for at engelsk efterhånden blev det dominerende sprog i Louisiana, har den fransktalende minoritet beholdt deres sprog og kultur. De fordrevne fra Acadia, les cadiens, gav navn til hele områdets franske dialekt, som kaldes le français cadien. Sproget blev officielt i staten Louisiana i 1980, og allerede i 1971 blev 23 af statens 64 paroisses anerkendt som regionen Acadiana.
Det franske cadien blev senere anglificeret til cajun. Med årene udviklede der sig en særpræget cajun-kultur, der stort set er forblevet uberørt af den gængse amerikanisering, selv om andre kulturelle strømninger i USA også har øvet lidt indflydelse. De frigivne slaver af afrikansk oprindelse, der slog sig ned i området i kølvandet på borgerkrigen, tog meget af cajunkulturen til sig.